# بركارول

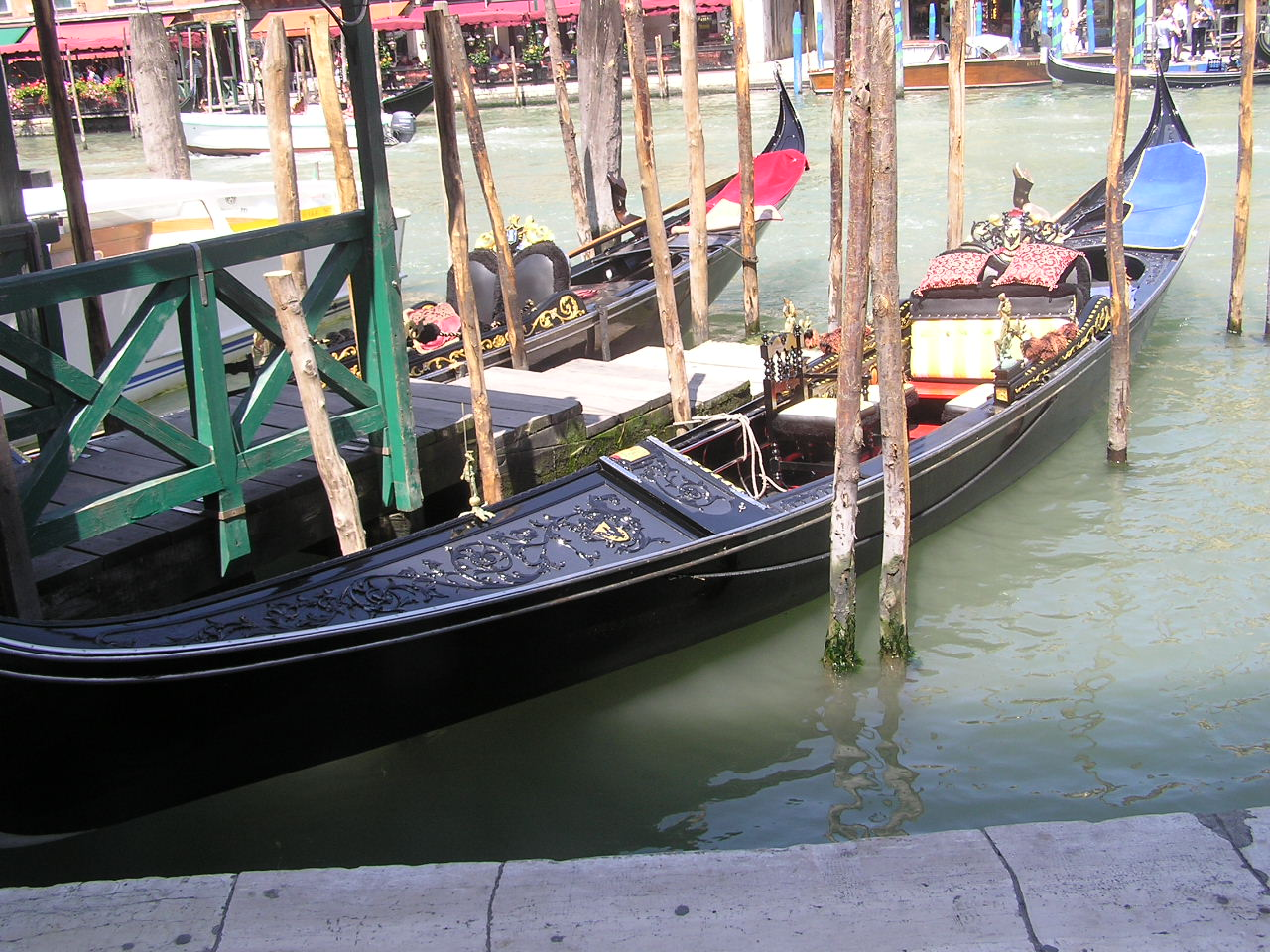
جندول البندقية

البَركارول (من برك وهو اسم لقارب) هي أغنية شعبية تقليدية يغنيها ربانو الغندول في البندقية أو قطعة من الموسيقى التي تُؤلّف بهذا الأسلوب. اثنتان من أشهر أعمال البركارول في الموسيقى الراقية هما " Belle nuit، ô nuit d'amour " لجاك أُوفِنبَاخ من أوبراه The Tales of Hoffmann، والثانية لفَرِدرِك شُبَن Barcarolle في F-Sharp للبيانو المنفرد.